# 乌戈·佐尔科
乌戈·佐尔科（義大利語：Ugo Zorco，1938年2月16日—），意大利男子曲棍球运动员。他曾代表意大利国家队参加1960年夏季奥林匹克运动会曲棍球比赛，获得第十三名。